# Saint-Savin, Isère
Saint-Savin là một xã của tỉnh Isère, thuộc vùng Rhône-Alpes, đông nam nước Pháp.